# Německé skupiny armád
Německé skupiny armád byly vojenské formace, užívané v německé armádě během první a druhé světové války. Německé velitelství skupiny armád ve většině případů spadalo přímo pod vrchní velení a řídilo zpravidla několik armád na jednom bojišti. V některých případech bylo na bojišti i více skupin armád. 
Během první světové války se skupiny armád pojmenovávaly po jejich velitelích, zatímco ve druhé světové válce se pojmenovávaly po bojišti, nebo samostatným písmenem, v případě že bylo na bojišti více skupin armád byly názvy typu Sever, Jih atd. Jak se situace na frontě vyvíjela, byla velitelství skupin armád často přesunována z bojiště na bojiště a většinou tak měnila názvy. Například velitelství Skupiny armád Jih (1939), změnilo název na Skupinu armád A (1939–1941), později opět na Skupinu armád Jih (1941–1942) a skončilo jako velitelství Skupiny armád B (1942–1943), když bylo v únoru 1943 zrušeno. Přesto jiná velitelství nesla později stejné názvy.

## Seznam německých skupin armád za 1. světové války
- Skupina armád Below / Heeresgruppe Below
- Skupina armád Eichhorn / Heeresgruppe Eichhorn
- Skupina armád Hindenburg / Heeresgruppe Hindenburg
- Skupina armád korunní princ Ruprecht / Heeresgruppe Kronprinz Rupprecht
- Skupina armád Linsingen / Heeresgruppe Linsingen
- Skupina armád Mackensen / Heeresgruppe Mackensen
- Skupina armád Woyrsch / Heeresgruppe Woyrsch

## Seznam německých skupin armád za 2. světové války
- Skupina armád A / Heeresgruppe A
- Skupina armád B / Heeresgruppe B
- Skupina armád C / Heeresgruppe C
- Skupina armád D / Heeresgruppe D
- Skupina armád E / Heeresgruppe E
- Skupina armád F / Heeresgruppe F
- Skupina armád G / Heeresgruppe G
- Skupina armád H / Heeresgruppe H
- Skupina armád Afrika / Heeresgruppe Afrika
- Skupina armád Don / Heeresgruppe Don
- Skupina armád Horní Rýn / Heeresgruppe Oberrhein
- Skupina armád Jih / Heeresgruppe Süd
- Skupina armád Jižní Ukrajina / Heeresgruppe Südukraine
- Skupina armád Kuronsko / Heeresgruppe Kurland
- Skupina armád Sever / Heeresgruppe Nord
- Skupina armád Severní Ukrajina / Heeresgruppe Nordukraine
- Skupina armád Střed / Heeresgruppe Mitte
- Skupina armád Tunisko / Heeresgruppe Tunis
- Skupina armád Visla / Heeresgruppe Weichsel
- Skupina armád Východní Marka / Heeresgruppe Ostmark
- Skupina armád Východní Prusko / Heeresgruppe Ostpreußen